# Distretto di Palcazú
Il distretto di Palcazú è uno degli otto distretti della provincia di Oxapampa, in Perù. Si trova nella regione di Pasco e si estende su una superficie di 2.886,09 chilometri quadrati.
Istituito il 6 giugno 1986, ha per capitale la città di Iscozacin.